# لوران روسه
لوران روسه (فرانسوی: Laurent Roussey‎؛ زادهٔ ۲۷ دسامبر ۱۹۶۱) بازیکن سابق و مربی فوتبال اهل فرانسه است.
از باشگاه‌هایی که در آن بازی کرده‌است می‌توان به باشگاه فوتبال سن-اتین، باشگاه فوتبال لوزان-اسپورت، و باشگاه فوتبال تولوز اشاره کرد.
وی همچنین در تیم ملی فوتبال فرانسه بازی کرده‌است.